# Emery (Dakota Południowa)
Emery – miasto w Stanach Zjednoczonych, w stanie Dakota Południowa, w hrabstwie Hutchinson.